# Кирьяков, Егор Вячеславович
Его́р Вячесла́вович Кирьяко́в (4 февраля 1974, Орёл) — советский и российский футболист, полузащитник. Младший брат Сергея Кирьякова.

## Карьера
Кирьяков начал футбольную карьеру в орловском клубе «Спартак», который выступал во второй низшей лиге. В 1991 году Егор сыграл 3 матча . В следующем году его пригласили в московское «Динамо». В высшей лиге он дебютировал 11 сентября 1992 года в матче против «Асмарала», выйдя на замену на 56-й минуте вместо Саркиса Оганесяна. Это был единственный матч Егора за «бело-голубых». В том сезоне он стал бронзовым призёром первенства. До 1994 года Кирьяков играл за дубль «Динамо» во второй и третьей лигах. В 1995 выступал за «Черноморец», в 1996 за «Кубань». В 1997 году он вернулся в «Орёл» и за 5 лет сыграл 205 матчей, забив 29 голов.
В 1992 году играл за юношескую сборную России, был её капитаном.
В 2010 году стал членом региональной спортивной федерации «Орловская областная федерация футбола».